# 야코블레프 UT-1
야코블레프 UT-1(Yakovlev UT-1)은 1937년부터 1940년대 후반까지 사용된 소련공군의 훈련기이다.

## 설계 및 개발
야코블레프에서 제작된 첫 시제기인 AIR-14는 1936년에 첫 비행 하였다. AIR-14는 용접 된 강철 동체와 나무 날개를 고정한 작은 저익 단엽기였다.
일부를 변경 한 후, 결국 AIR-14 생산은 받아 들여졌다. 100 마력 Shvetsov M-11은 더 강력한 115 마력 M-11G로 변경되었습니다. 이비행기는 정식명칭(Yakovlev UT-1/ 기본 훈련기)을 받았는데도 불구하고, 기본 훈련에 적합하지 않았다.
제 2차 세계 대전인 1941년에 UT-1은 정찰에 사용되었다. 일부는 후방에 기관총 또는 2발의 무유도 로켓으로 장착후, 즉석에서 무기로 사용되었다. 또 지상 공격 비행기로 1942년에 약 50대의 UT-1은 공장에서 변환 된 UT-1B는 두 개의 기관총 2-4발의 로켓을 장착하였다. 그들은 흑해 함대와 세바스토폴, 코카서스에서 사용되었다. 남은 항공기는 1942년 12월에 무장이 해제되었다.

## 파생형
- AIR-14: UT-1의 프로토 타입
- AIR-18: 140 마력 Renault Bengali 4 엔진과 폐쇄된 캐노피 장착
- AIR-21: (Ya-21 UT-21)140 마력의 Renault Bengali 6을 1938-39년 동안 시험
- UT-1B: 전시 공격 버전 2 ×ShKAS 기관총과 2발 또는 4발의 RS-82 로켓 장착
- UT-1E: TsAGI를(UT-1에 파생형이 아니다 AIR-14과 헷갈린것) 테스트 하던것.
- UT-1 수상 비행기: 수상기 버전

## 제원
- 승원: 1명
- 길이: 5.75 m
- 높이: 2.34 m
- 무게: 429kg
- 최대 중량: 597.5 kg
- 엔진: 1 × Shvetsov M-11 150 마력
- 최고 속도: 257kmh (160mph)
- 항속거리: 670km
- 상승고도: 7,120m
- 무장: 2 × 7.62mm ShKAS 기관총, 2발 또는 4 발의 RS-82 로켓 (공격 버전)

## 참조
- Gordon, Yefim. (1989). 《OKB Yakovlev》. London: Ian Allan. 36 to 45쪽.
- Gunston, Bill (1995). 《The Osprey Encyclopedia of Russian Aircraft 1875-1995》. London: Osprey.